# 阿爾卡薩巴山

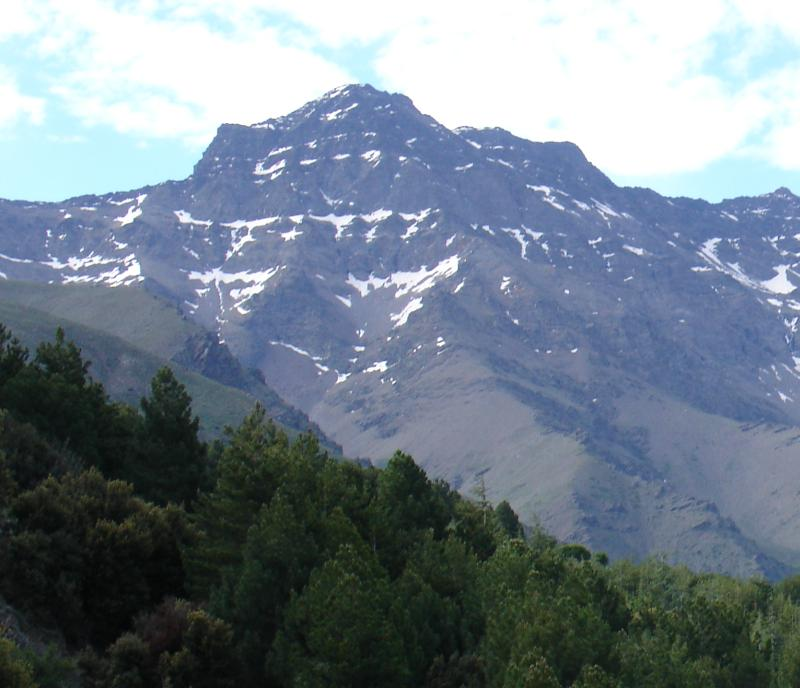

37°4′2″N 3°18′5″W / 37.06722°N 3.30139°W
阿爾卡薩巴山（西班牙語：Pico Alcazaba），是西班牙的山峰，位於伊比利亞半島，屬於佩尼貝蒂科山脈中內華達山脈的一部分，海拔高度3,371米，是該國第六高峰，次於泰德峰、穆拉森山、阿內托峰、韋萊塔峰和波塞茨峰。